# Чорниця (притока Лучоси)
Чорниця — річка в Росії й Білорусі у Руднянському й Ліозненському районах Смоленської й Вітебської областей. Права притока річки Лучоси (басейн Західної Двіни).

## Опис
Довжина річки 74 км, похил річки 1 м/км  площа басейну водозбіру 775км² , середньорічний стік 5 м³/с. Формується декількома притоками та загатами.

## Розташування
Бере початок на південно-східній стороні від села Вовки. Тече переважно на південний захід через Бабіновіцький ландшафтний заказник і на північно-західній околиці села Бабиновичі впадає у річку Лучосу, ліву притоку річки Західної Двіни.
Населені пунки вздовж берегової смуги: Дубрівка, Дрозди, Черниці, Пушкі, Сутокі, Добромисли, Філіпенки.